# Rok Vodišek
Rok Vodišek (ur. 5 grudnia 1998) – słoweński piłkarz grający na pozycji bramkarza w słoweńskim klubie NK Rogaška.

## Kariera klubowa
Wychowanek Olimpii Lublana. W czerwcu 2015 podpisał trzyletni kontrakt z tym klubem. Zimą 2016 został wypożyczony do końca sezonu do SD Šenčur. Latem 2016 wrócił do Olimpii. W ekstraklasie słoweńskiej zadebiutował 11 września 2016 w wygranym 1:0 meczu z ND Gorica.
2 lipca 2018 Vodišek podpisał kontrakt z włoskim klubem Serie A Genoa CFC. We wrześniu 2020 został wypożyczony do NK Triglav Kranj. W czerwcu 2023 podpisał dwuletni kontrakt z NK Rogaška.

## Kariera reprezentacyjna
Młodzieżowy reprezentant Słowenii.